# فرهاد تاجیف
فرهاد تاجیف (ازبکی: Фарход Тожиев؛ زادهٔ ۹ آوریل ۱۹۸۶) یک بازیکن فوتبال اهل ازبکستان است که در باشگاه فوتبال ماشین‌سازی تبریز بازی می‌کند.
از باشگاه‌هایی که در آن بازی کرده‌است می‌توان به باشگاه فوتبال پخته‌کار، باشگاه فوتبال تیانجین تدا، باشگاه فوتبال پخته‌کار، باشگاه فوتبال لوکوموتیو تاشکند، و تیم ملی فوتبال ازبکستان اشاره کرد.
وی همچنین در تیم ملی فوتبال ازبکستان بازی کرده‌است.